# Grafisia
Genre
Grafisia est un genre monotypique de passereaux de la famille des Sturnidés. Il se trouve à l'état naturel dans le centre de l'Afrique.

## Liste des espèces
Selon la classification de référence du Congrès ornithologique international (version 8.1, 2018) :
- Grafisia torquata (Reichenow, 1909) — Choucador à cou blanc, Étourneau à cou blanc, Étourneau à poitrine blanche, Rufipenne à cou blanc, Sansonnet à collier